# 托馬什夫卡 (亞爾莫林齊區)
49°9′46″N 26°49′4″E / 49.16278°N 26.81778°E
托馬希夫卡（烏克蘭語：Томашівка）是位於烏克蘭西部的村莊，由赫梅利尼茨基州裡赫梅利尼茨基區的亞爾莫林齊市鎮負責管轄。該村始建於1726年，面積10,430平方公里，海拔高度345米，2001年人口924，人口密度每平方公里0.09人。